# Torcé
Torcé é uma comuna francesa na região administrativa da Bretanha, no departamento Ille-et-Vilaine. Estende-se por uma área de 14,07 km². Em 2010 a comuna tinha 1 233 habitantes (densidade: 87,6 hab./km²).